# یواس‌اس اسکندریه (پی‌اف-۱۸)
یواس‌اس اسکندریه (پی‌اف-۱۸) (به انگلیسی: USS Alexandria (PF-18)) یک کشتی بود که طول آن ۳۰۳ فوت ۱۱ اینچ (۹۲٫۶۳ متر) بود. این کشتی در سال ۱۹۴۴ ساخته شد.